# تاج پهلوی
تاج پهلوی نام تاج پادشاهی است که به دستور رضاشاه پهلوی با الگوبرداری از تاج دودمان ساسانی طراحی و ساخته شد. این تاج همچنین در جشن تاج‌گذاری او و جانشینش محمدرضا شاه پهلوی به کار برده شد. این تاج هم‌اکنون در خزانه بانک مرکزی ایران (موزه جواهرات ملی) نگهداری می‌شود.

## تاریخچه
رضاشاه پس از رسیدن به پادشاهی، راضی نشد که از تاج کیانی (که ویژه شاهان قاجار بود) برای تاج‌گذاری استفاده کند و دستور ساخت تاجی نو را برای خود داد. بر پایه این آیین، نشستن وی بر تخت پادشاهی تنها با سر نهادن کلاهی آراسته به الماس دریای نور در ایوان تخت مرمر کاخ گلستان در آذرماه سال ۱۳۰۴ خورشیدی برگزار شد و مراسم تاج‌گذاری چند ماه دیرتر و در اردیبهشت ۱۳۰۵ و پس از آماده شدن تاج انجام گرفت. این تاج به دست گروهی از جواهرسازان ایرانی زیر نظر حاج سراج‌الدین جواهری (اصالتاً اهل قفقاز) و با الهام از آثار و شکل تاج مورد استفاده در دوره ساسانیان طراحی شد و در سال ۱۳۰۴ خورشیدی برای تاج‌گذاری رضا شاه پهلوی آماده گردید. واپسین بار از این تاج در آیین تاج‌گذاری محمدرضا پهلوی در ۴ آبان سال ۱۳۴۶ به‌کار برده شد.

## ویژگی‌های تاج
ساختار و تنهٔ این تاج از طلا و نقره مرصع و مخمل قرمز ساخته شده و مشابه تاج شاهان ساسانی است. بیشترین ارتفاع این تاج، ۲۹/۸ سانتی‌متر، عرض ۱۹/۸ سانتی‌متر و وزن تاج در حدود ۲۰۸۰ گرم است. سنگ‌های قیمتی و جواهرات به کار رفته در ساخت این تاج عموماً از جواهرات سلطنتی بوده و خود به‌طور مجزا دارای ارزش تاریخی هستند.
در میانه و زیر کنگره پیشین تاج، خورشیدی زرین با پرتوهای الماس نشان و الماس زرد برلیان درشت کاشته شده‌است و در پشت همین کنگره، جقه پایه دار اسلیمی جای می‌گیرد که بر پشت آن پَر حواصیل کاشته می‌شود.
در ساخت این تاج ۳۳۸۰ تکه الماس روی هم به وزن ۱۱۴۴ قیراط (۲۲۹ گرم) که بزرگ‌ترین آن، یک الماس زرد برلیان ۶۰ قیراطی (۱۲ گرم) است. این الماس در مرکز تاج به شکل یک خورشید تابان و در میان الماس‌های کوچک‌تر قرار داده شده‌است. پنج تکه زمرد روی هم به وزن ۱۹۹ قیراط (۴۰ گرم)، دو قطعه یاقوت کبود به وزن ۱۹ قیراط و تعداد ۳۶۸ حبه مروارید سفید طبیعی تقریباً یک‌شکل و یک‌اندازه در سه ردیف به‌کار برده شده‌است. وزن تاج با کلاه مخمل درونی ان برابر با ۴۴۴ مثقال یا در حدود دو کیلو و هشتاد گرم است.

## ادعای خروج تاج از ایران
علی بهادری جهرمی سخنگوی دولت سیزدهم روز ۲۶ دی ۱۴۰۱ با انتشار یک توییت در حساب شخصی خود ادعا کرد که محمدرضا پهلوی و فرح دیبا هنگام آخرین خروج خود از ایران، تاج پهلوی و تاج شهبانو را همراه با مقدار زیادی ارز و جواهرات دیگر با خود به خارج برده‌اند. فرح دیبا در گفتگو با رادیو فردا این ادعا را نادرست خواند. بعد از حدود یک هفته از اظهارت سخنگوی دولت، عزت‌الله ضرغامی، وزیر میراث فرهنگی،گردشگری و صنایع دستی با انتشار تصاویری تأیید کرد که این دو تاج هنوز در موزه جواهرات سلطنتی هستند.

## نگارخانه

تاج تصویرگری شده پهلوی
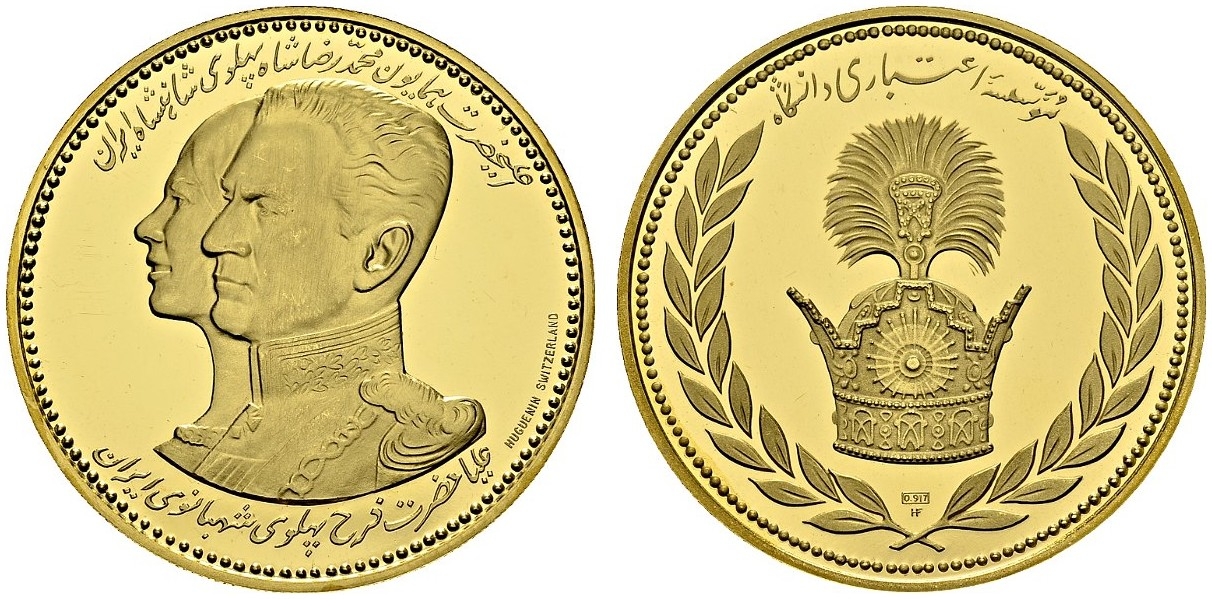
نقش تاج پهلوی بر پشت مدال یادبود محمدرضا پهلوی و فرح؛ ضرب سوئیس (بدون تاریخ)
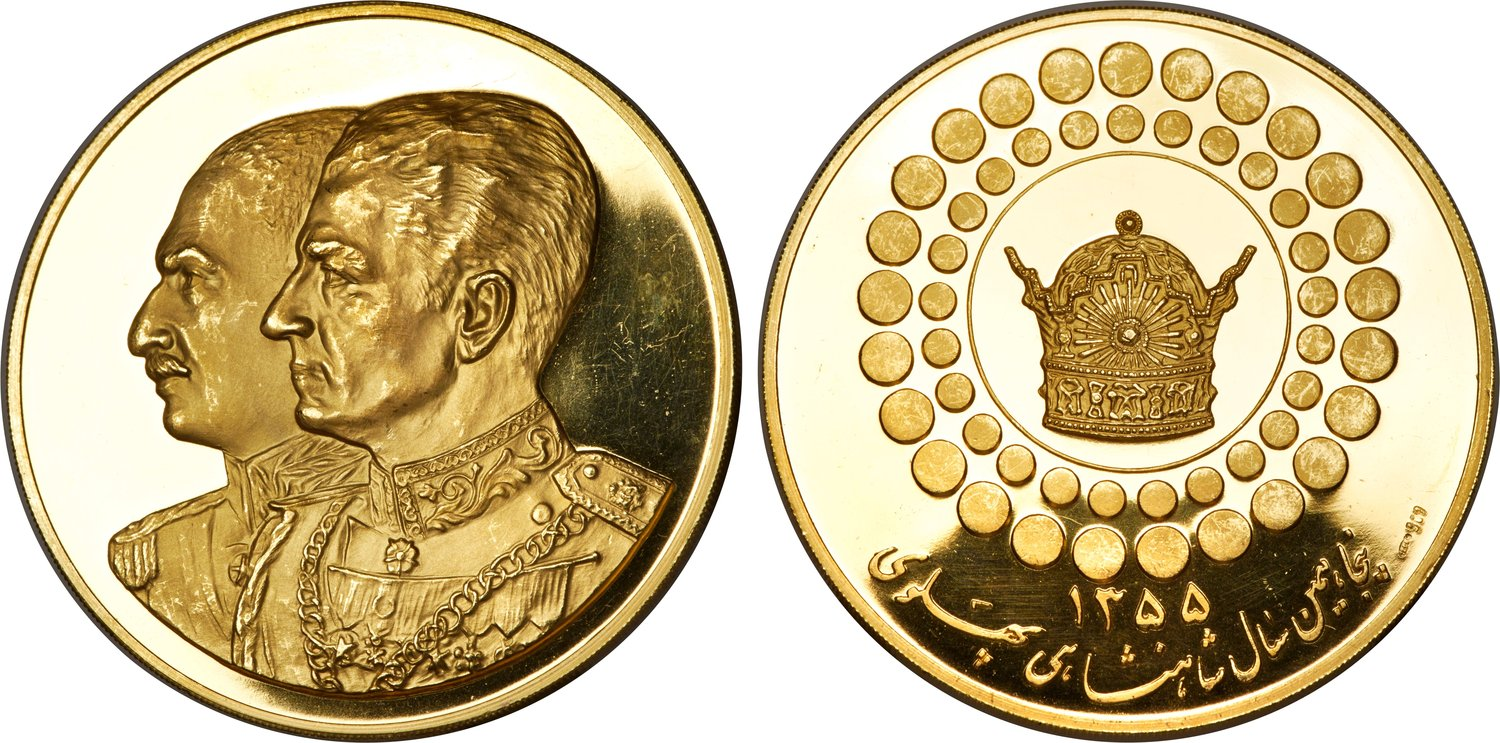
نقش تاج پهلوی بر پشت مدال یادبود پنجاهمین سال شاهنشاهی پهلوی(با تاریخ ۱۳۵۵)
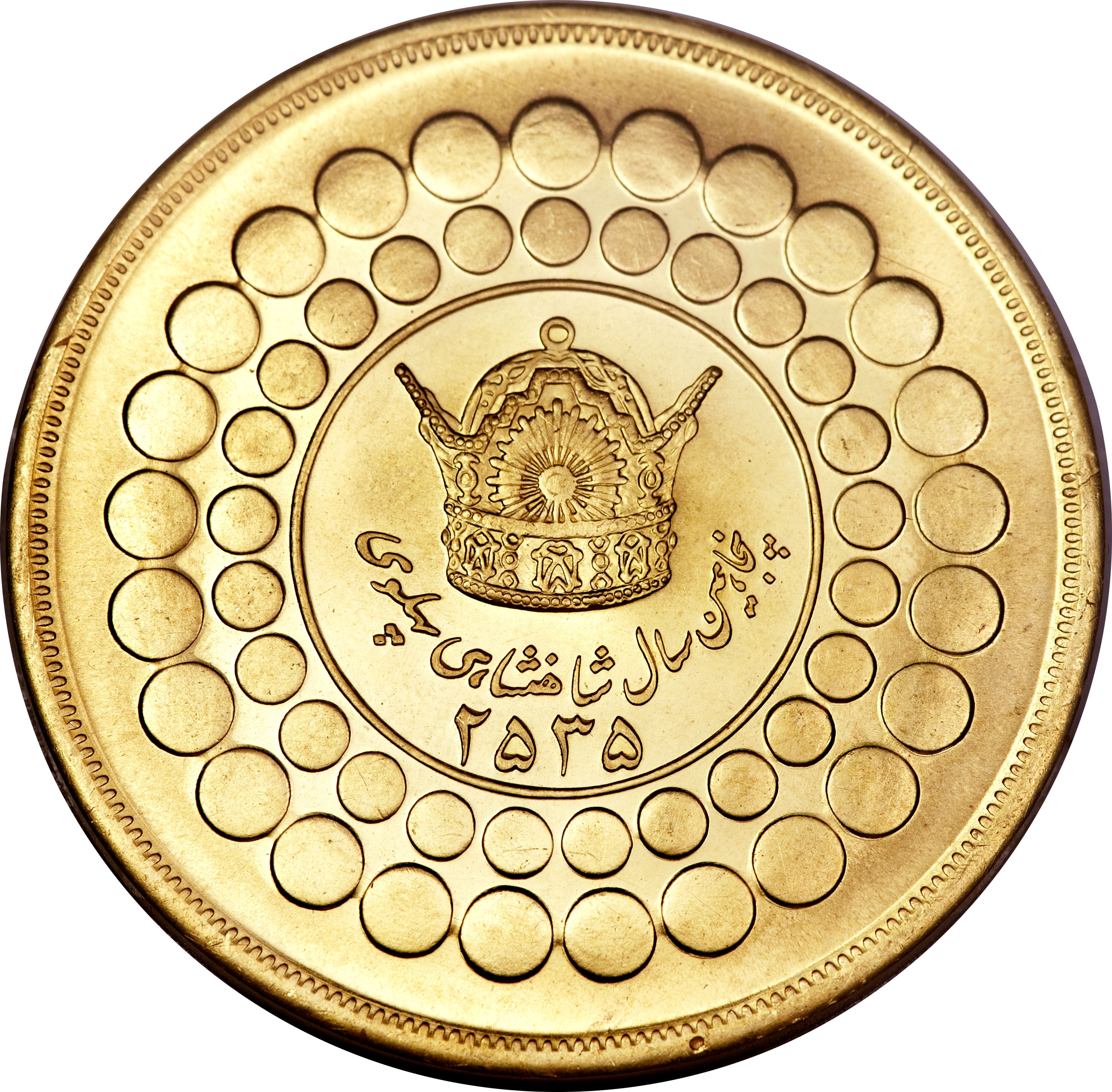
پشت سکه ۱۰ پهلوی - سال ۱۳۵۵ خورشیدی، به مناسبت پنجاهمین سالگرد تأسیس شاهنشاهی پهلوی.
تاج پهلوی در نشان‌واره سازمان ورزشی و فرهنگی تاج
تاج پهلوی در روز تاج‌گذاری رضا شاه